# Мартин чорнодзьобий
Мартин чорнодзьобий (Chroicocephalus bulleri) — вид мартинів з роду Chroicocephalus.

## Назва
Вид названо на честь новозеландського орнітолога Волтера Буллера (1838—1906).

## Поширення
Вид є ендеміком Нової Зеландії. За оцінками, до 78 % загального населення проживає в регіоні Саутленд на південній частині Південного острова. Різні колонії також живуть на Північному острові, хоча раніше він був лише «відвідувачем»: перше зареєстроване розмноження відбулося на озері Роторуа в 1932 році. У сезон розмноження трапляється у великих річках, озерах і сільськогосподарських угіддях. Зазвичай віддає перевагу лиманам і прибережним районам поза сезоном розмноження, хоча деяких можна зустріти в місцях розмноження цілий рік. Мартина також приваблюють міські райони та сміттєві звалища.
Згідно з оцінками 2014—2017 років, чисельність виду становила 90-120 тис. дорослих птахів.

## Опис
Тіло завдовжки 35-38 см, розмах крил 81-96 см, вага близько 230 г. Птах світлого забарвлення, крила світло-сірі з невеликою кількістю чорного кольору на кінчиках. Він має довгий, тонкий чорний дзьоб із яскраво-червоною внутрішньою стороною, червонувато-чорні ноги та білі очі з червоним кільцем.